# 고스트하우스 (1988년 영화)
《고스트하우스》(La Casa 3, Ghosthouse)는 미국에서 제작된 움베르토 렌지 감독의 1988년 공포 영화이다. 라라 웬델 등이 주연으로 출연하였고 조 다마토 등이 제작에 참여하였다.

## 출연
- 라라 웬델
- 그렉 스콧
- 메리 셀러스
- 도널드 오브라이언
- 크리스턴 푸제러스
- 랠프 모스
- 알 페레이라

## 기타
- 각색: 쉘리아 골드버그
- 제작책임: 토니 후드

## 참고 문헌
- Curti, Roberto (2019). 《Italian Gothic Horror Films, 1980-1989》. McFarland. ISBN 1476672431.